# Strahliger Hohlsame
Der Strahlige Hohlsame (Bifora radians), auch Strahlen-Hohlsame genannt, ist eine Pflanzenart aus der Gattung Hohlsame (Bifora) innerhalb der Familie der Doldenblütler (Apiaceae).

## Beschreibung

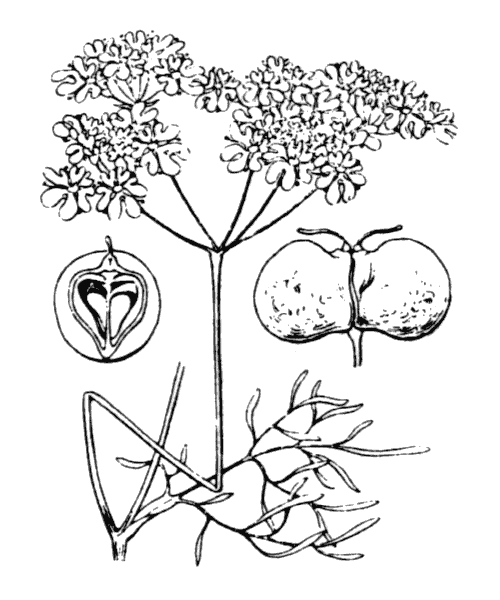
Illustration

### Vegetative Merkmale
Der Strahlige Hohlsame ist eine einjährige, krautige Pflanze und erreicht Wuchshöhen von bis zu 40 Zentimetern. Die oberirdischen Pflanzenteile sind gänzlich kahl. Die Stängel sind kantig gefurcht und fast vom Grund an verzweigt.
Die wechselständig am Stängel angeordneten Laubblättern sind in Blattscheide sowie Blattspreite gegliedert und die unteren sind gestielt, aber die oberen sitzend. Die Blattspreite ist zwei- bis dreifach fiedrig eingeschnitten. Die unteren Blattspreiten sind flach, etwa 1 Millimeter breite, linealische ganzrandige Fiederabschnitte. Die oberen Blattspreiten besitzen faden- bis haarförmige, spitze Endabschnitte.

### Generative Merkmale
Die Blütezeit liegt in der zweiten Junihälfte und im Juli. Der doppeldoldigen Blütenstand besitzt bis zu 25 Millimeter lange Doldenstrahlen und drei bis acht Döldchen. Die Hülle besteht aus höchstens einem Hüllblatt. Die Hüllchen sind einseitig und werden aus zwei bis drei fädlichen Hüllblättern gebildet.
Die Döldchen enthalten sieben bis neun Blüten. Die strahligen Randblüten sind zwittrig mit 2 bis 4 Millimeter langen, weißen Kronblättern. Die inneren Blüten sind männlich, kleiner und ihre Kronblätter sind nur wenig ungleich. Die Griffel sind bei einer Länge von etwa 1,5 Millimeter fadenförmig und anfangs aufrecht und später der Frucht anliegend. Die Narbe ist kopfig.
Die Teilfrucht ist bei einem Durchmesser von 3 bis 3,5 Millimetern kugelig und besitzt eine feinwarzige Oberfläche ohne netzartig verbundene Leisten.
Die Chromosomenzahl beträgt 2n = 20.

## Ökologie
Beim Strahligen Hohlsamen handelt es sich um einen Therophyten.

## Vorkommen
Der Strahlige Hohlsame kommt in Mittel-, Süd-, und Südosteuropa und Kleinasien bis zum Iran vor. Es gibt Fundortangaben für Spanien, Frankreich, Sizilien, Italien, Österreich, Slowenien, Serbien, Kroatien, Bosnien und Herzegowina, Montenegro, Bulgarien, Rumänien, Albanien, Nordmazedonien, die Türkei, den Iran, Armenien, Georgien, Aserbaidschan, die Ukraine und Russland. Der Strahlige Hohlsame kommt Mitteleuropa selten vor. In Deutschland und Tschechien ist er ein Neophyt. Bifora radians kommt in Deutschland zerstreut und selten im mittleren und südlichen Teil des Gebiets vor. In Österreich kommt er zerstreut vor. In der Schweiz ist er selten und nur hin und wieder eingeschleppt. Er steigt in Spanien bis in eine Höhenlage von 1200 Meter auf.
Der Strahlige Hohlsame ist offensichtlich erst in historischer Zeit in Mitteleuropa eingewandert. Bifora radians ist in der vorlinneischen Literatur nicht nachzuweisen. Die ersten Beobachtungen aus Italien stammen von 1745, in Frankreich von 1848, die aus Deutschland stammen aus der Zeit um 1880.
Bifora radians wächst auf kalkhaltigen, basischen, oft skelettreichen, mäßig trockenen Böden. Der Strahlige Hohlsame kommt in Mitteleuropa vorwiegend in Getreideäckern vor. Bifora radians ist in Mitteleuropa pflanzensoziologisch eine Charakterart des Verbands Caucalidion.
Die ökologischen Zeigerwerte nach Landolt et al. 2010 sind in der Schweiz: Feuchtezahl F = 2w (mäßig trocken aber mäßig wechselnd), Lichtzahl L = 4 (hell), Reaktionszahl R = 4 (neutral bis basisch), Temperaturzahl T = 5 (sehr warm-kollin), Nährstoffzahl N = 4 (nährstoffreich), Kontinentalitätszahl K = 3 (subozeanisch bis subkontinental).

## Taxonomie
Die Erstbeschreibung von Bifora radians erfolgte 1819 durch Friedrich August Marschall von Bieberstein in Flora Taurica, Band 3, Seite 233.

## Bilder

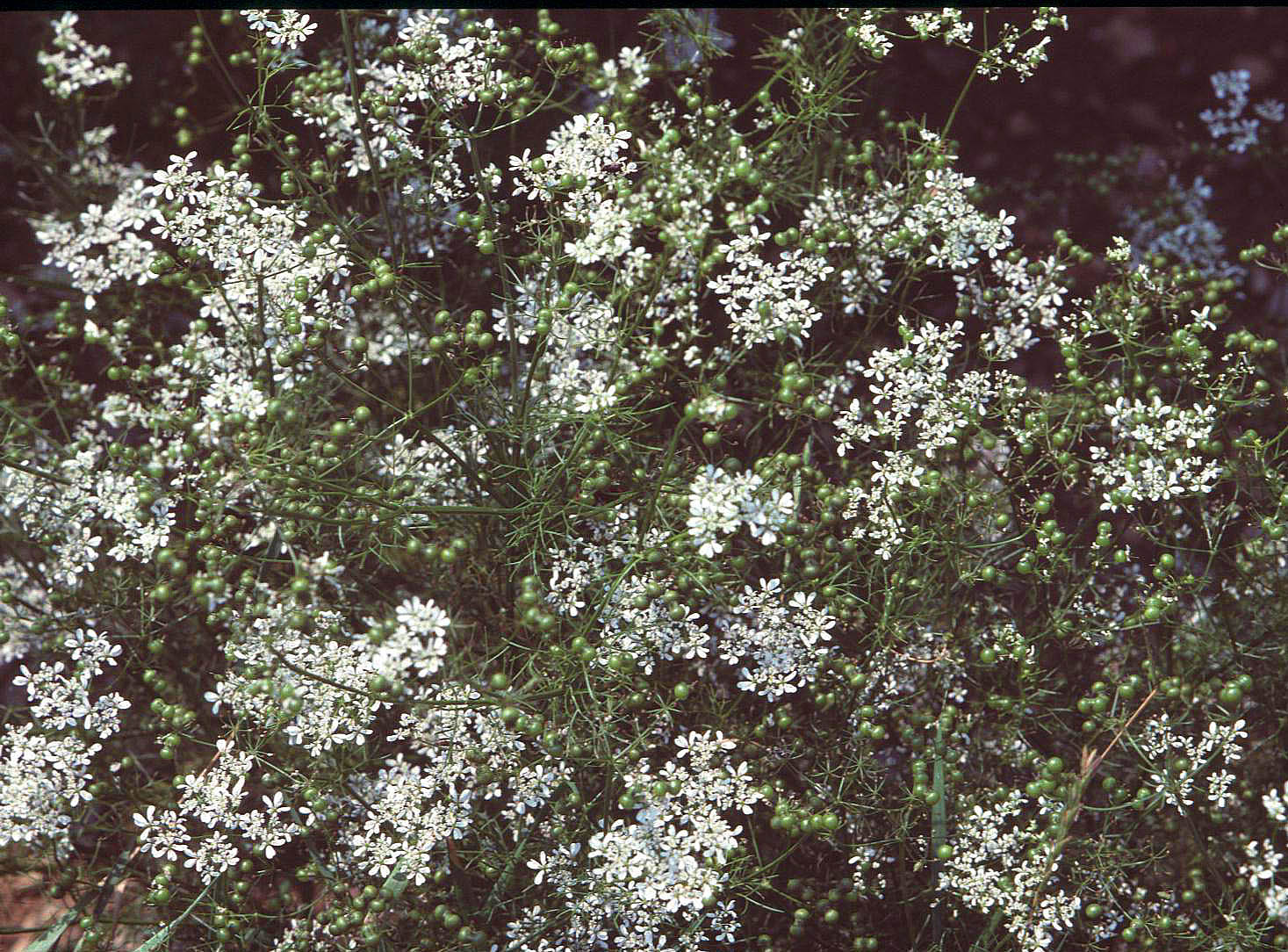
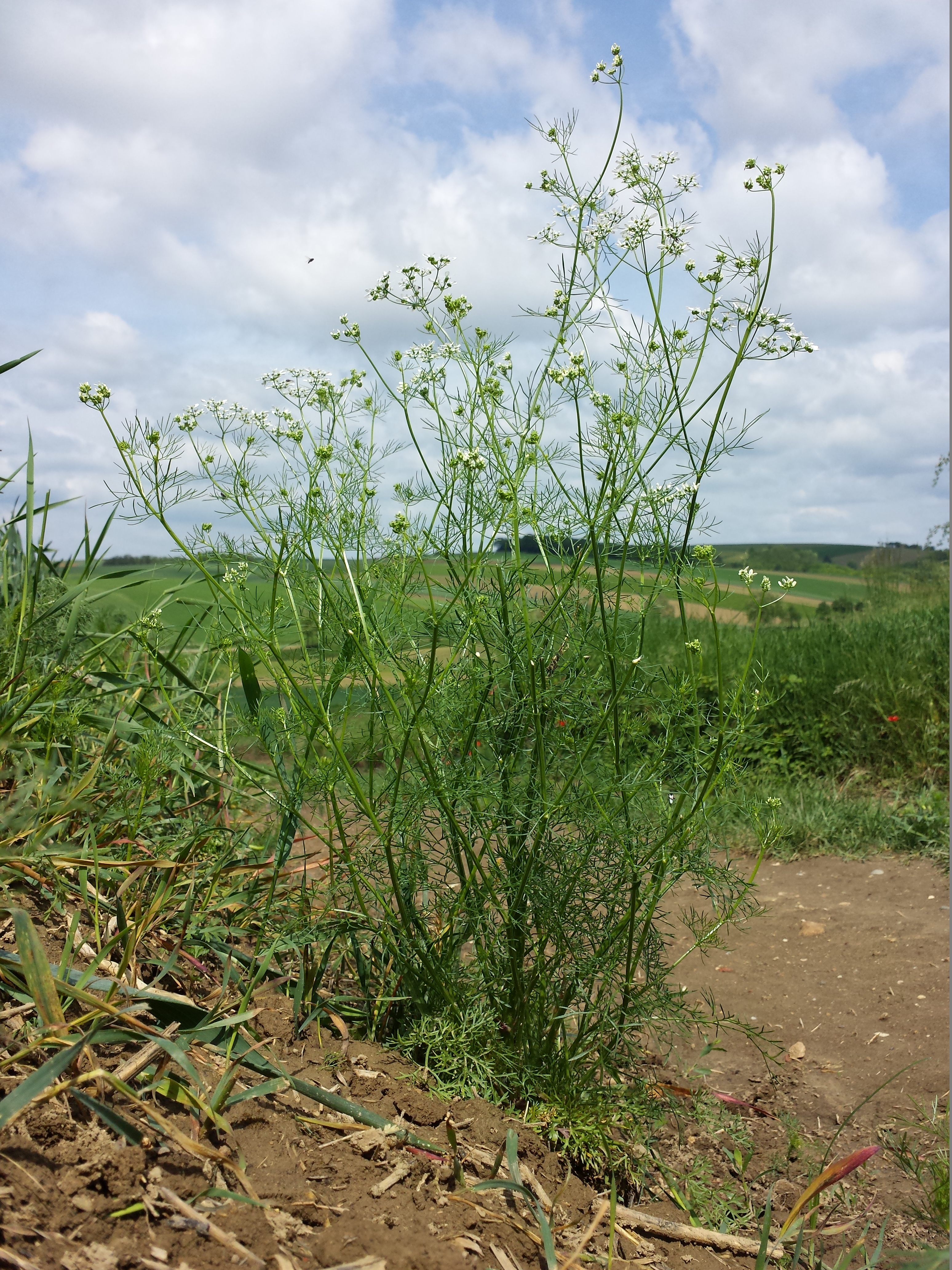
Habitus
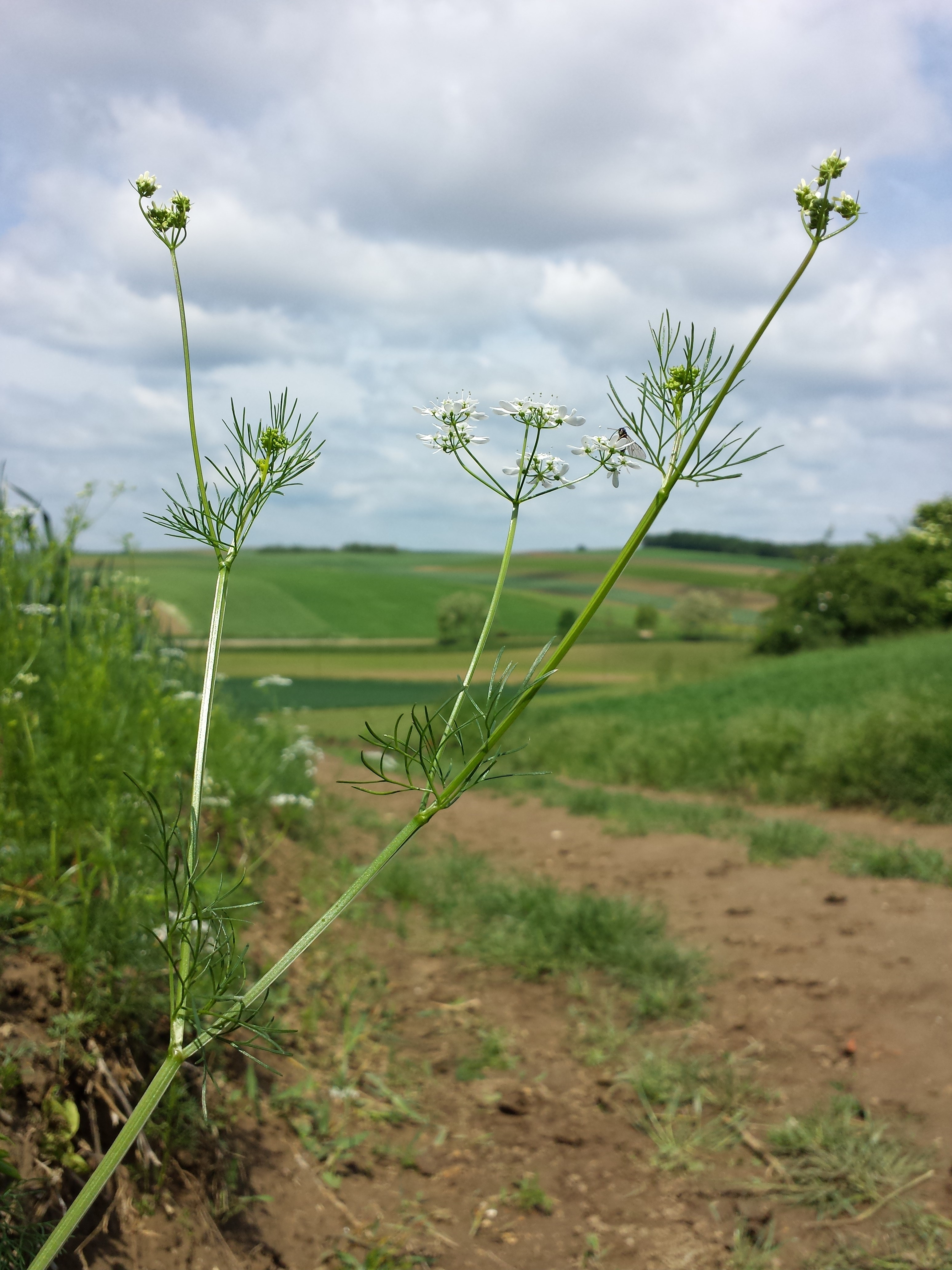
Zweig
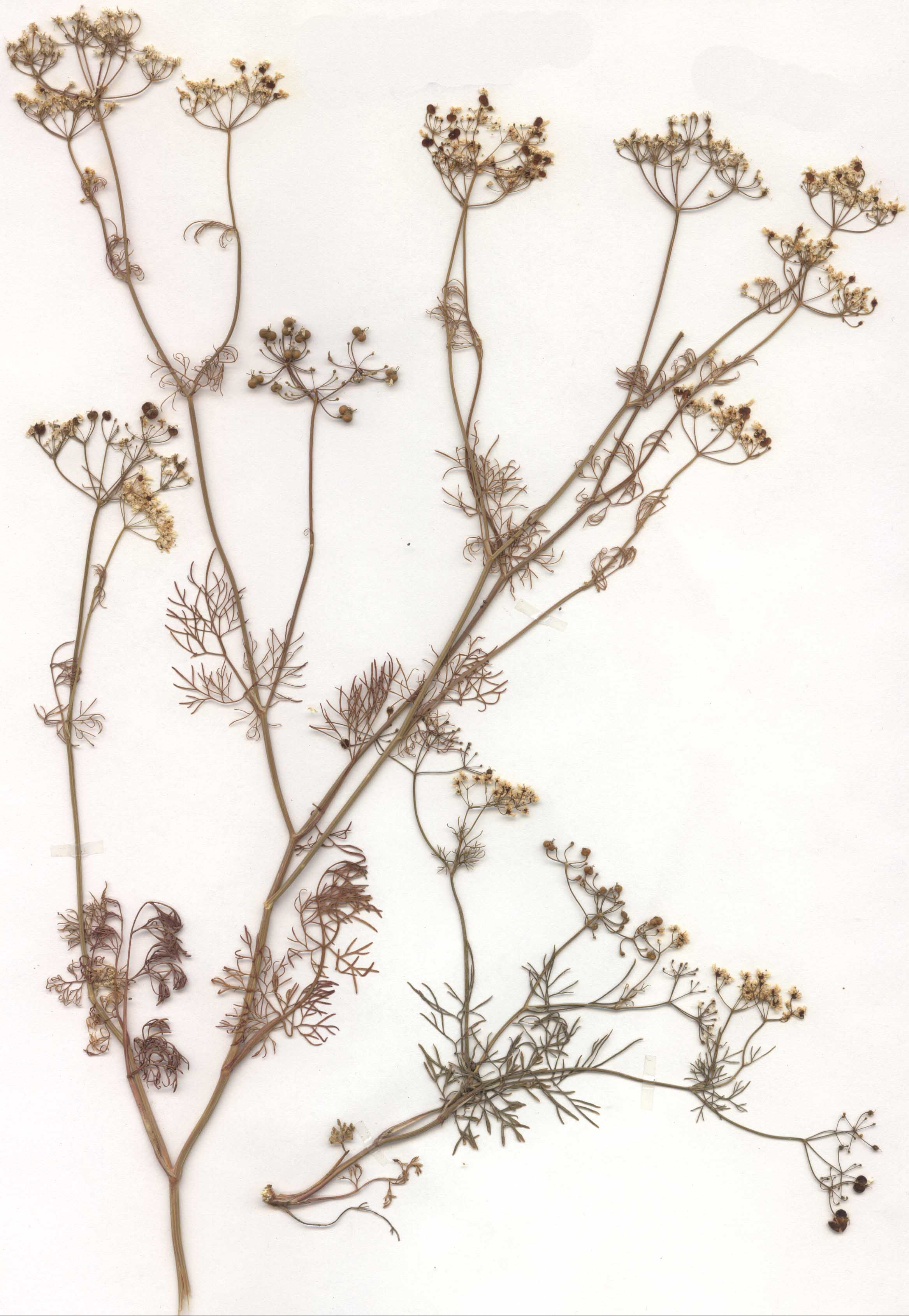
Herbarbeleg
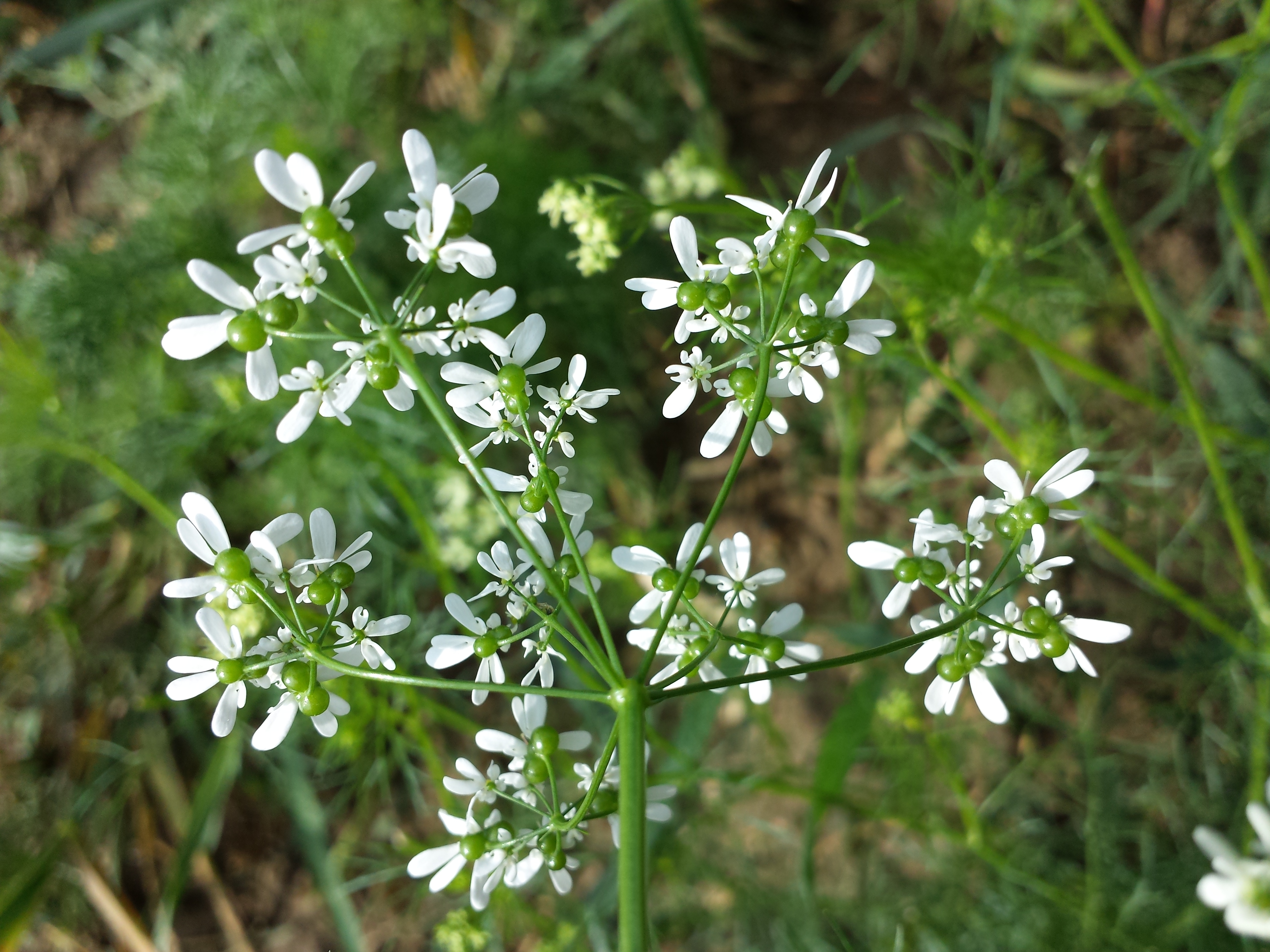
Doppeldolde, Unteransicht
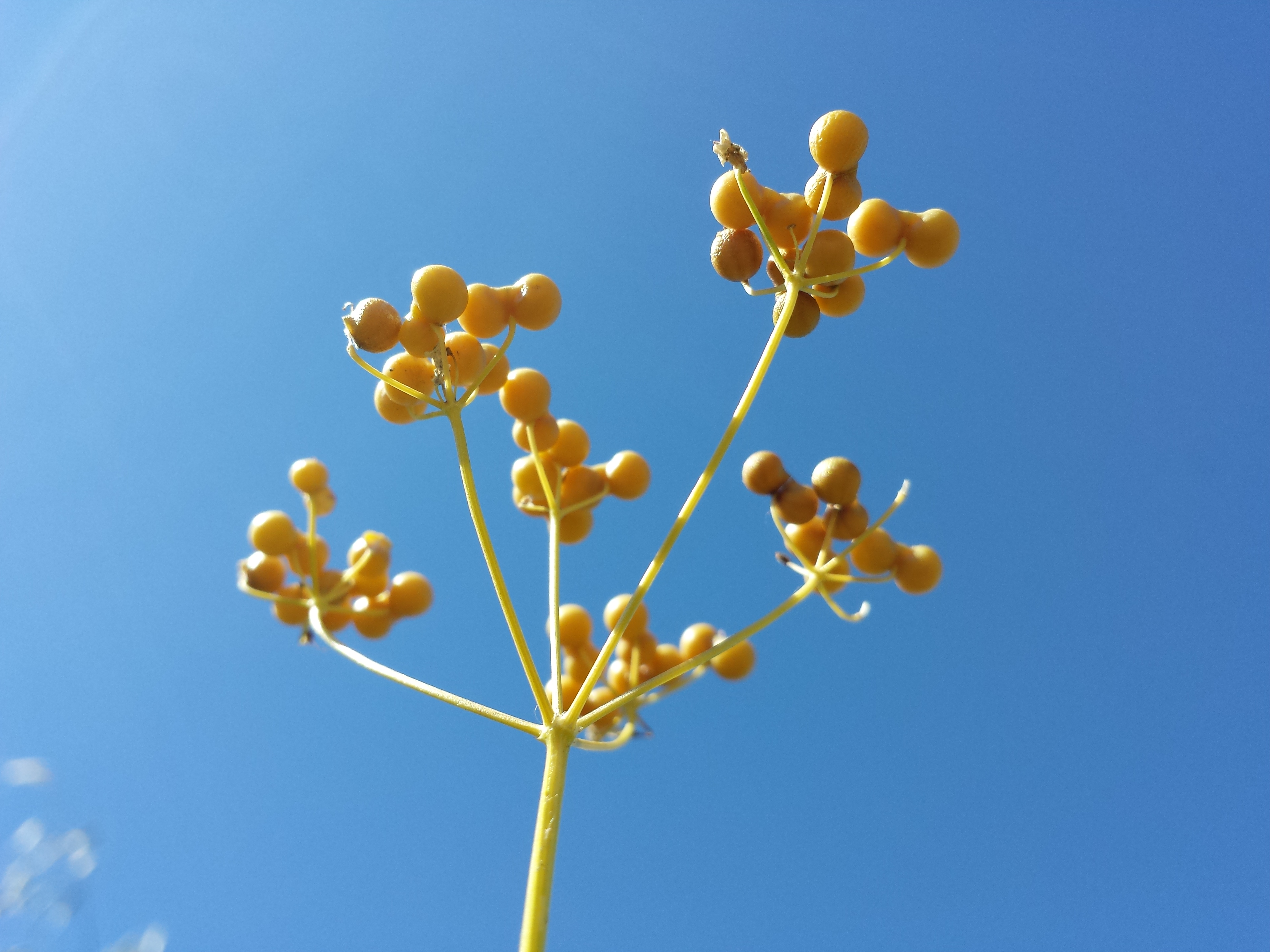
Fruchtstand
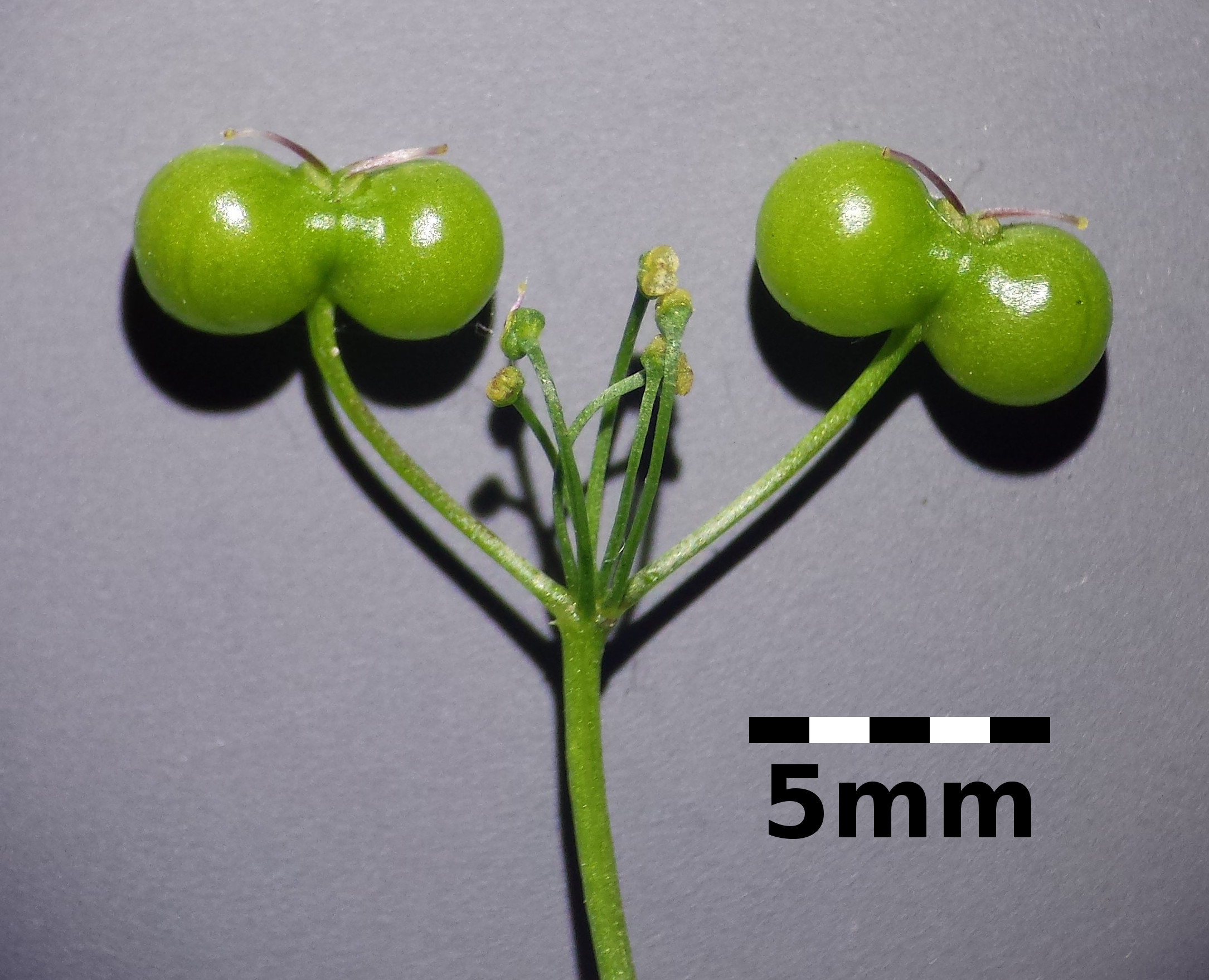
Döldchen mit Früchten
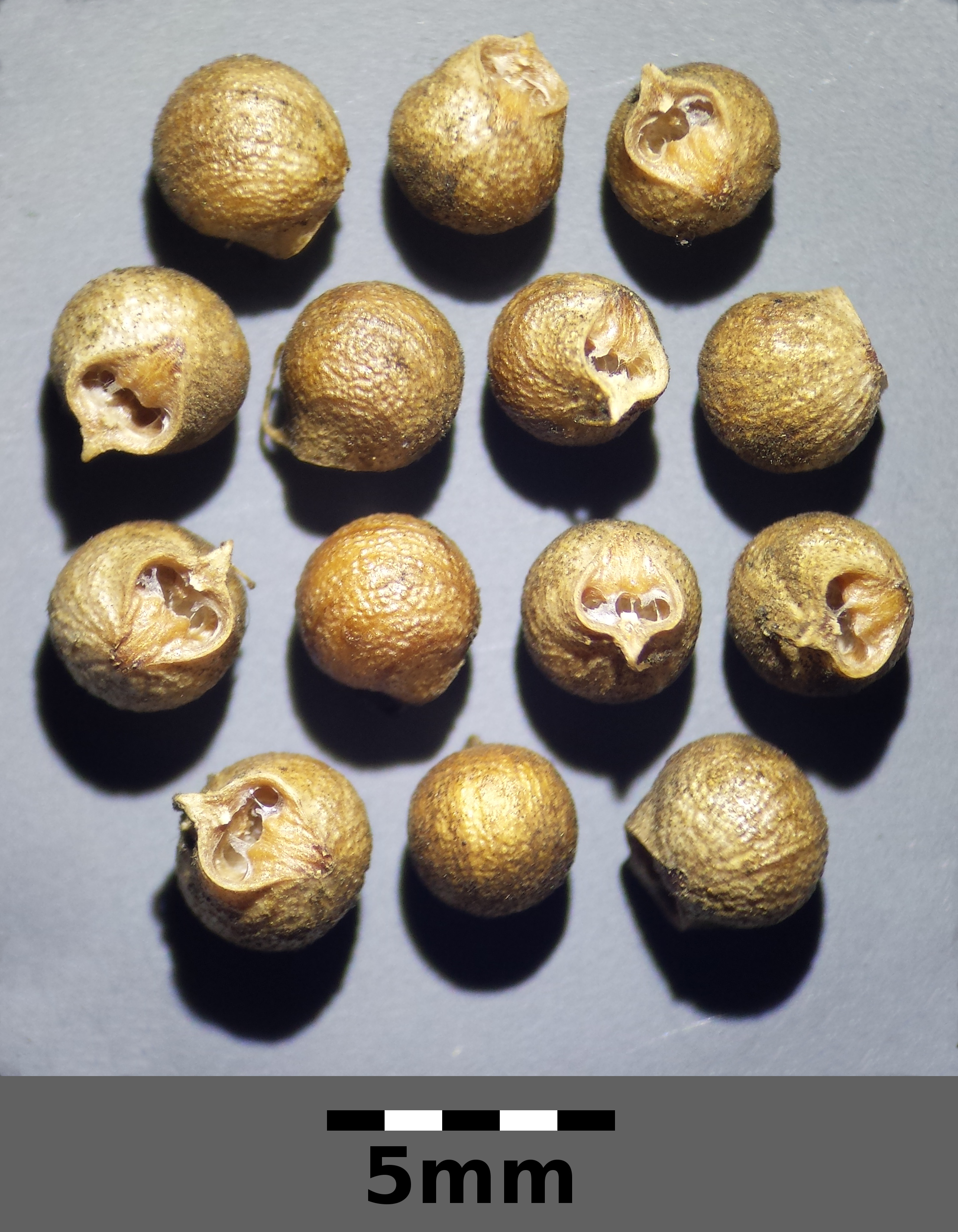
Teilfrüchte
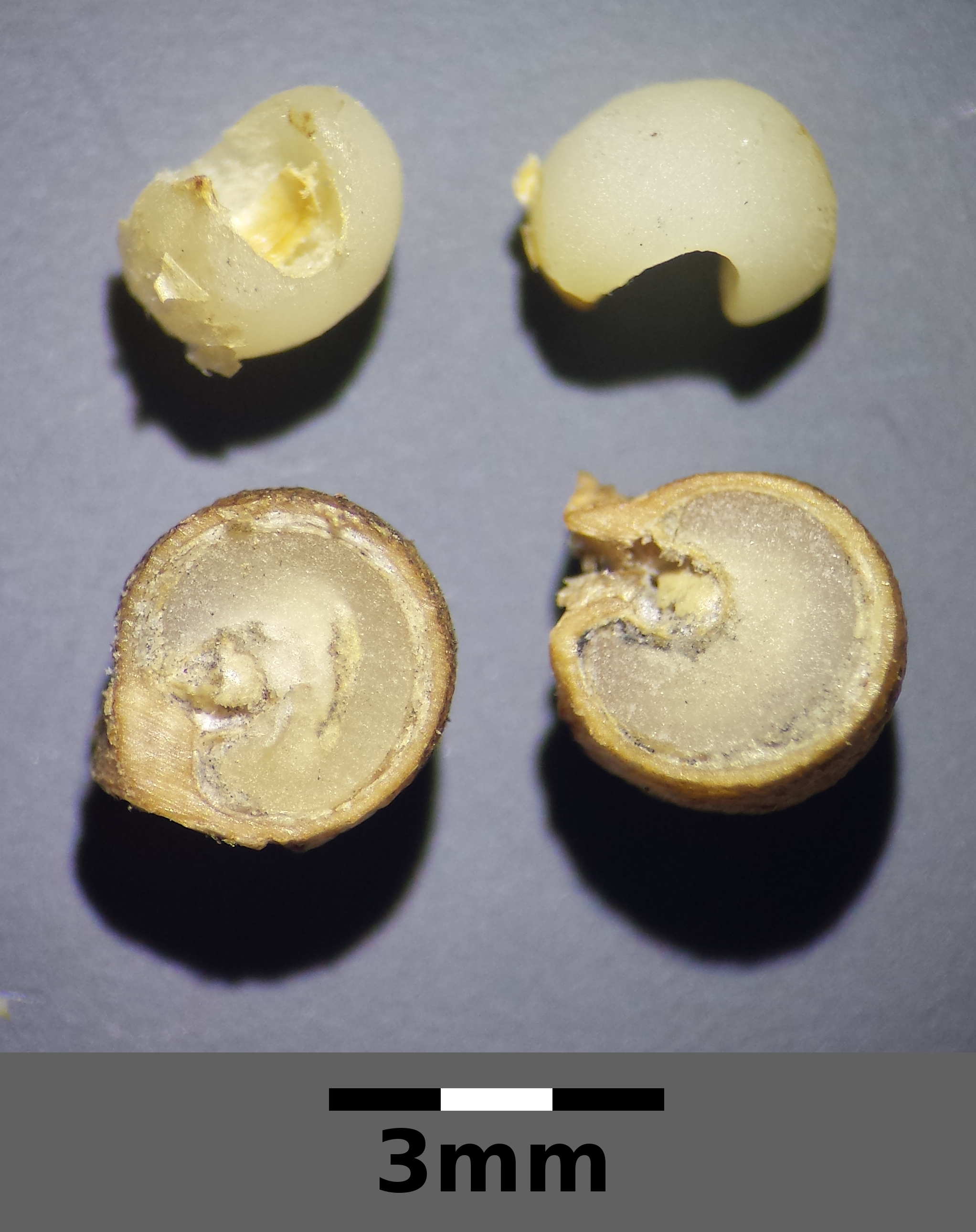
Geöffnete Teilfrüchte